# ۳۲۹ (پیش از میلاد)
۳۲۹ (پیش از میلاد) ۳۲۹مین سال قبل از تقویم میلادی است.

## درگذشتگان
- بسوس، ساتراپ باختر